# Warbird

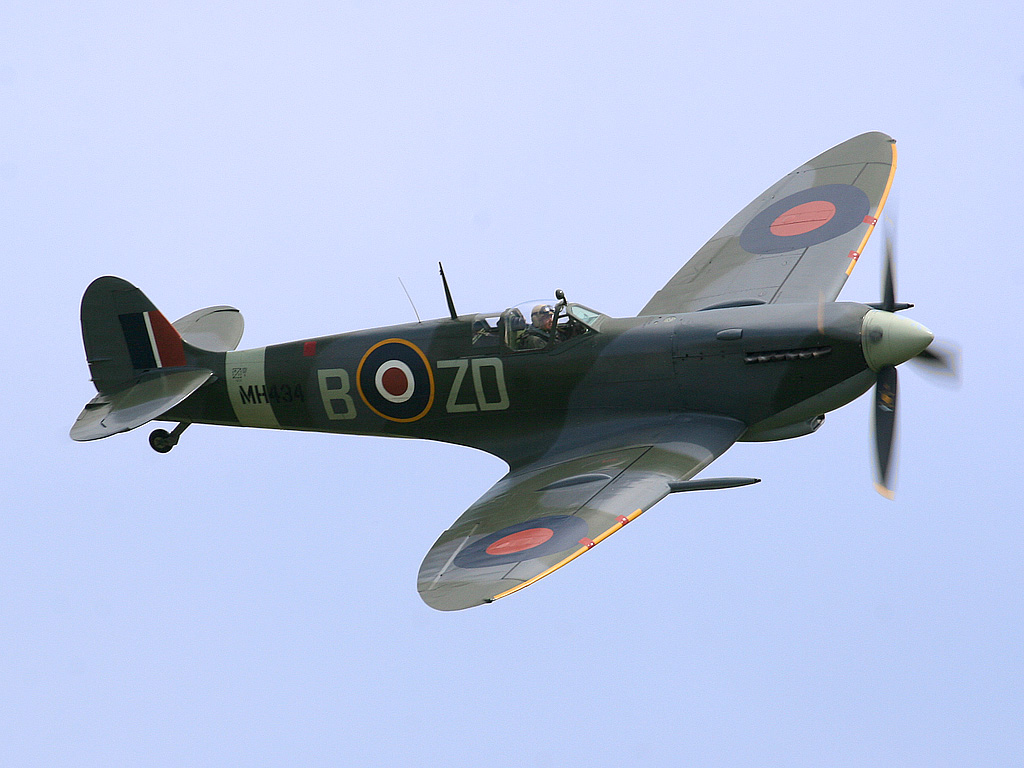
Typischer Vertreter der Warbirds: Eine Spitfire der Flying Legends

Der englische Begriff Warbird (wörtlich übersetzt: „Kriegsvogel“) bezeichnet seit den 1970er Jahren restaurierte Militärflugzeuge. In der Regel sind dies propellergetriebene Jagdflugzeuge aus dem Zweiten Weltkrieg. Manchmal wird der Begriff auch auf historische Jagdflugzeuge aus anderen Epochen ausgedehnt, was dem Begriff Warbird näher kommt. Exemplarisch lassen sich die Kategorien Jagdflugzeuge, Erdkampfflugzeuge, Bomber und Aufklärungsflugzeuge aufzählen.
Heutzutage wird der Begriff Warbird insbesondere im Bereich des RC-Modellflugs und bei Flugshows unter Beteiligung von Oldtimern verwendet. Eine Vielzahl dieser klassischen Flugzeugmuster, vornehmlich aus der Zeit des Ersten Weltkriegs, existiert heute nicht mehr. Stattdessen sind auf Flugveranstaltungen oftmals Repliken zu sehen, die nach alten Bauzeichnungen angefertigt wurden und von Enthusiasten sorgsam gepflegt werden. Bei diesen Warbirds handelt es sich um Funktionsmodelle im Maßstab 1:1. Zu unterscheiden sind detailgetreue Nachbauten von solchen Modellen, die dem Original lediglich ähnlich sehen. 
Verbreitete Warbirds aus dem Ersten Weltkrieg sind die deutschen Fokker-Eindecker und Fokker Dr. I, die britische S.E.5 und die französische Nieuport 11. Aus dem Zweiten Weltkrieg sind unter anderem die US-amerikanische North American P-51, Chance Vought F4U, die deutsche Messerschmitt Bf 109 oder die englische Supermarine Spitfire zu nennen.